# أنديرس هانسون
أنديرس هانسون (بالسويدية: Anders Hansson)‏ هو سياسي سويدي، ولد في 1976. حزبياً، نشط في حزب التجمع المعتدل. وقد انتخب عضو البرلمان السويدي ‏.